# Волков, Александр Николаевич (художник)
Алекса́ндр Никола́евич Во́лков (19 [31] августа 1886[…] или 31 августа [12 сентября] 1886, Новый Маргелан, Ферганская область — 17 декабря 1957[…], Ташкент) — советский художник, один из основоположников современного искусства Средней Азии. Народный художник Узбекской ССР (1946).

## Биография
Родился в семье гарнизонного врача. Детство провёл в Туркестане. В 1905 году после окончания Оренбургского кадетского корпуса поступил в Петербургский университет, но проучившись несколько лет оставил его, поступив в мастерскую акварелиста Давида Ивановича (Моисеевича) Бортникера (1867—1925), затем в Высшее художественное училище при Императорской Академии художеств в Санкт-Петербурге, в класс В. Е. Маковского (1908—1910). Большое влияние на судьбу будущего художника оказали занятия в частной школе М. Д. Бернштейна, где преподавали Н. К. Рерих, И. Я. Билибин, скульптор Л. В. Шервуд (1910—1911).
Обучение продолжил в Киевском художественном училище (1912—1916 годы), у Ф. Г. Кричевского и В. К. Менка.
С 1916 года жил в Средней Азии. Директор Государственного музея искусств Средней Азии (1919 год), директор театра Пролетарской культуры (1922 год), преподаёт в Туркестанских художественных мастерских (1919—1921 годы) и Ташкентском художественном училище (1929—1946 годы).
Член Ассоциации художников революционной России — АХРР (с 1927 года), участник выставки ташкентского филиала АХРР (1928 год).
Член художественного общества «Мастера Нового Востока» (1929 год).
Создал художественное объединение «Бригада Волкова» (1931—1932 годы).
Жил и работал в Ташкенте. В 1921—1923 годах совершал поездки по Туркестану (Бухара, Хива, Самарканд) где привлекался и активно участвовал в работе по проектированию и изготовлению воинских нагрудных знаков отличия для БНСР и ХНСР.
В 1930—1934 годах совершал поездки по Узбекистану (в Шахимардан, Кадырстрой, Сельмаш).
Заслуженный деятель искусств Узбекской ССР (1943 год).
Народный художник Узбекской ССР (1946 год).
Персональные выставки (1943, 1944—1945, 1957).

## Наиболее известные произведения
- Караван (прибытие) (1922—1923, Государственная Третьяковская галерея).
- Гранатовая чайхана (1924, Государственная Третьяковская галерея) [https://web.archive.org/web/20160421092026/http://www.tretyakovgallery.ru/ru/collection/_show/image/_id/333]. Архивировано из .
- оригинала] 29 августа 2016 года..
- Девушки с хлопком (1932, Государственная Третьяковская галерея)  Архивная копия от 22 мая 2012 на Wayback Machine.
- Колхозник (1934, Музей искусства народов Востока. Москва).
- Утро в Шахимардане (1934)
- Соколы
- Осень (1946)

## Стоимость картин Волкова А.Н
На сегодняшний день картины А. Н. Волкова входят в арт-топ по спросу и ценовому предложению. В тройку самых дорогих работ Александра Волкова входит живопись, проданная в достаточно узкий промежуток времени — с 2010 по 2013 — на лондонских аукционах. Третий и второй результаты — $796 112 («Свадьба», 1927) и $1 427 049 («Слушание Беданы», 1920-е) были достигнуты на MacDougall’s в 2010 и 2011 годах соответственно. Продажа самой дорогой работы художника — «Дети-музыканты» за $3 168 165 — состоялась на торгах Bonham’s (Лондон) в 2013 году. Отметим, что в рейтинговой тройке аукционных результатов не участвовали ведущие аукционные дома Sotheby’s и Christie’s, и неизвестно, какой цены достигли бы эти работы Волкова, окажись они среди лотов лидеров рынка. По данным мировых аукционов помимо выше перечисленных картин, за всю историю торгов было продано около 60 работ мастера(сюда можно отнести такие произведения как «Мазары под луной» 433.000 фунтов и «Горная река Кок-Су» 337.000 фунтов)это живопись, графика и коллаж со средней стоимостью 400.000 долларов. По оценкам специалистов из Третьяковской галереи, стоимость работ мастера на сегодняшний день может составлять прирост от 80-150 % к первоначальной. Секрет успеха картин Александра Николаевича уникален, он может состоять в воплощении прорывных идей как в картине «Дети-музыканты», или в использование сложных и трудоемких техник с применением уникальных приемов, которые мы видим на полотне «Гранатовая чайхана» . Художника А. Н. Волкова можно смело считать выдающимся мастером первой половины XX века.